# Gara Brașov
Gara Brașov este cea mai importantă gară din acest oraș, precum și din centrul țării, de aici plecând trenuri în 7 direcții.

## Istoric
În ziua de 30 martie 1873 a fost inaugurată prima gară din Brașov odată cu linia de cale ferată Sighișoara – Brașov, finalizându-se astfel linia Budapesta – Oradea – Cluj – Teiuș - Sighișoara – Brașov.
Gara era o clădire austeră, cu parter pentru birouri și etaj pentru locuințele de serviciu ale angajaților, situată paralel cu drumul Hărmanului (actuala stradă a Hărmanului), vizavi de fosta Rafinărie. În anul 1906 gara a fost extinsă lateral cu două aripi simetrice.
În 1879 a fost inaugurată linia de cale ferată Brașov – Predeal – Ploiești - București, prima linie transcarpatică din România, iar în 1891 a fost deschisă linia Brașov – Zărnești. Cu ocazia acestei inaugurări au fost înființate gările Bartolomeu (în Brașovechi) și mica stație Suburbiu, desființată apoi în anul 1961.
În timpul primului război mondial, gara a suferit numeroase avarii, a fost apoi refăcută, dar în timpul celui de-al doilea război mondial a fost din nou afectată. Pe 16 aprilie 1944 a fost incendiată și distrusă de bombardamentele americane. Refăcută din nou, a fost înlocuită în anul 1962 cu o nouă construcție pe un amplasament aflat la 1,5 km nord de gara veche, în zona uzinei Tractorul.
Tot în aceeași perioadă, la începutul anilor ‘60, a fost electrificată linia de cale ferată Brașov - București. La 1 august 1963, a fost inaugurată festiv circulația primei locomotive electrice, pe tronsonul Brașov - Predeal, prima cale ferată cu ecartament normal electrificată din țară.

## Prezentare generală
Gara actuală a fost construită între 1960 și 1961 (și inaugurată în anul 1962), înlocuind vechea gară din Brașov, după un proiect al arhitecților Florin Ionescu și Teonicu Săvulescu.
De asemenea în municipiul Brașov mai sunt trei alte gări (Bartolomeu, Dârste și Triaj) și două halte (Halta Triaj, Halta Stupini). La momentul actual Gara Brașov este una dintre cele mai tranzitate gări din România, fiind la intersecția principalelor magistrale de cale ferată din România.
În fiecare zi prin această gară trec peste 150 de trenuri de călători și numeroase trenuri de marfă. Aceste trenuri operează în traficul național și internațional. Din Gara Brașov pleacă și sosesc trenuri în toată România, dar și în afara țării, cum ar fi: Budapesta, Viena, München, Praga, Bratislava, Cracovia.
În ceea ce privește transportul de pasageri aici operează trenuri ale Căilor Ferate Române, Regio-Trans, iar la transportul de marfă în special firma Grup Feroviar Român (GFR).
Sunetul care precedă anunțurile efectuate prin stația de amplificare a gării reprezinta câteva note din opereta Crai Nou de Ciprian Porumbescu.

## Linii de cale ferată
Linii pe care operează CFR: 
- Magistrala 200 : Brașov - Făgăraș - Podu Olt - Sibiu - Vințu de Jos - Simeria - Deva - Arad - Curtici
- Magistrala 300 : București Nord - Ploiești Vest - Sinaia - Brașov - Sighișoara - Teiuș - Cluj Napoca - Oradea - Episcopia Bihor
- Magistrala 400 : Brașov - Sfântu Gheorghe - Miercurea Ciuc - Siculeni - Deda - Dej Călători - Jibou - Baia Mare - Satu Mare

Liniile închiriate de către CFR, pe care operează Regio-Trans sunt Brașov - Zărnești, Brașov - Întorsura Buzăului și Brașov -Sfântu Gheorghe - Tg. Secuiesc - Bretcu.

## Trenuri internaționale
Din Brașov pleacă zilnic două trenuri Intercity spre Budapest Keleti via Oradea, și trei via Arad. Dintre acestea din urmă unul singur are vagoane pentru Wien Hauptbahnhof.

## Așezare
Gara Brașov este deservită de numeroase linii ale transportului în comun din Brașov, și în același timp este lângă autogara principală din Brașov.

## Galerie

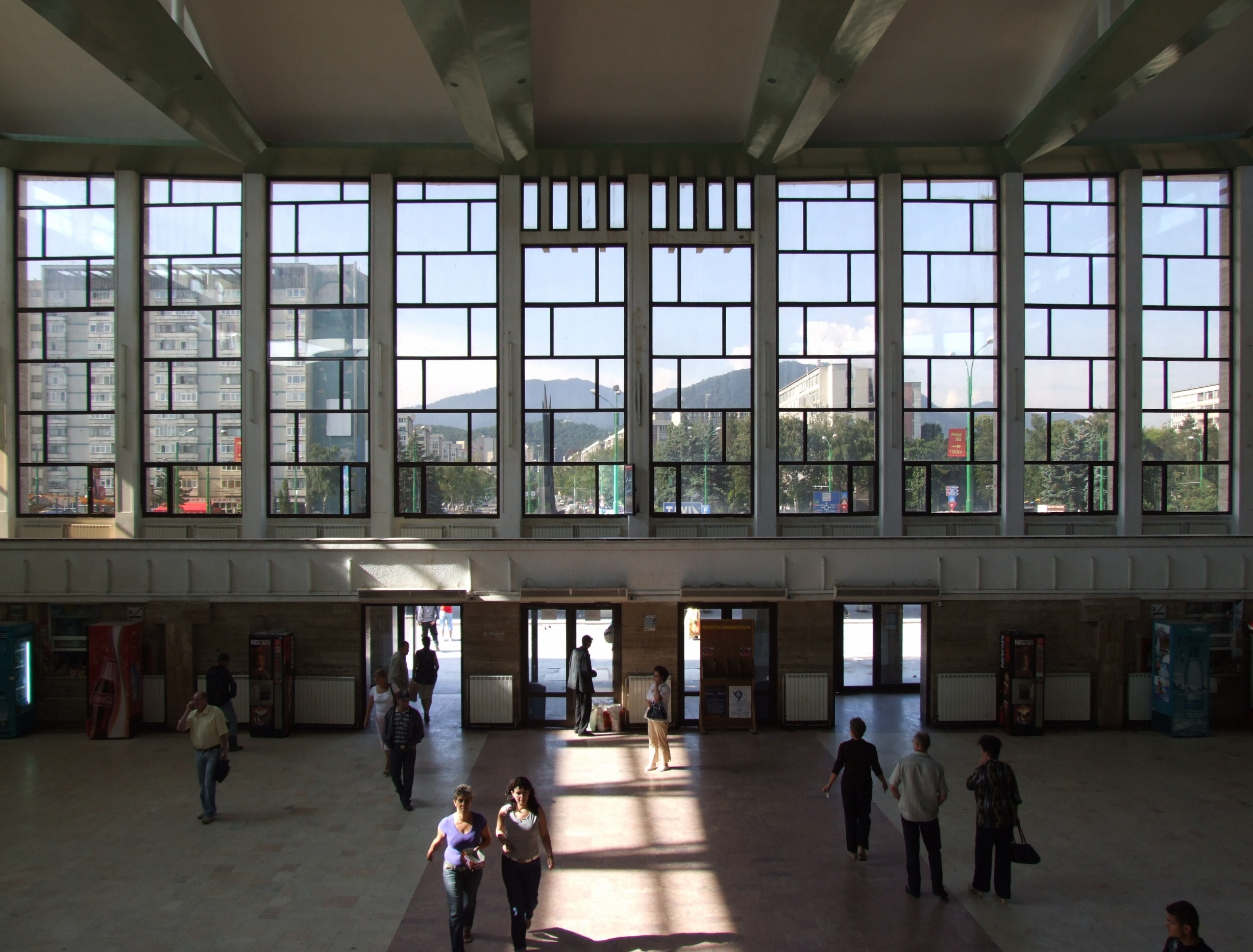
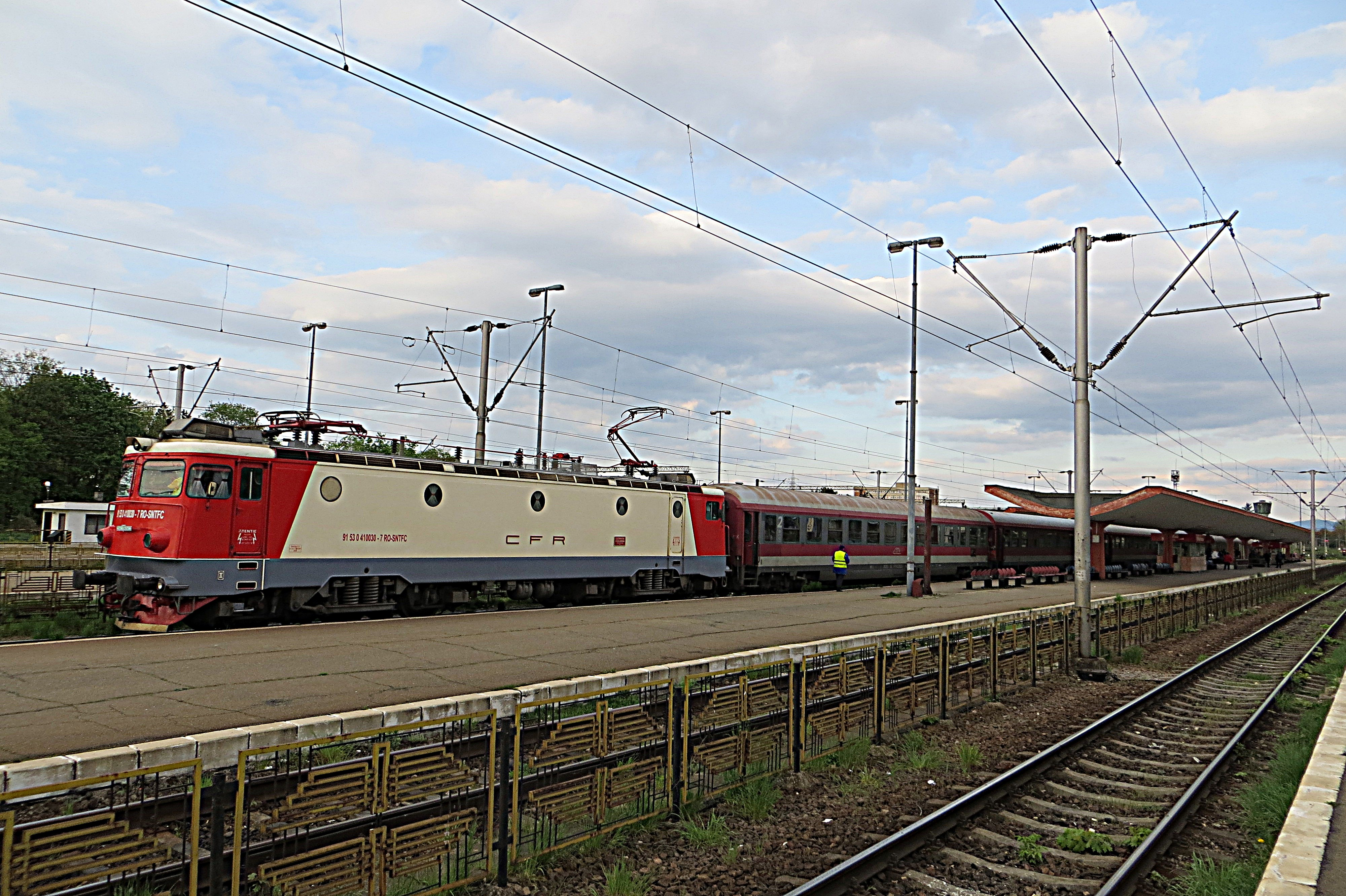
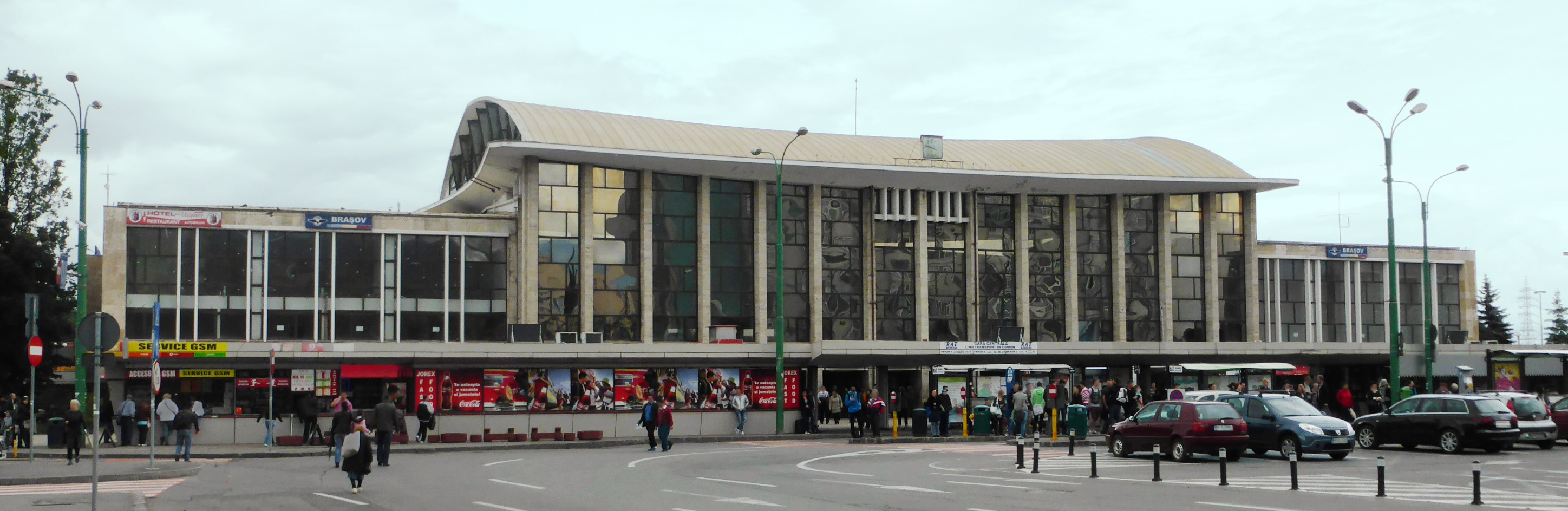
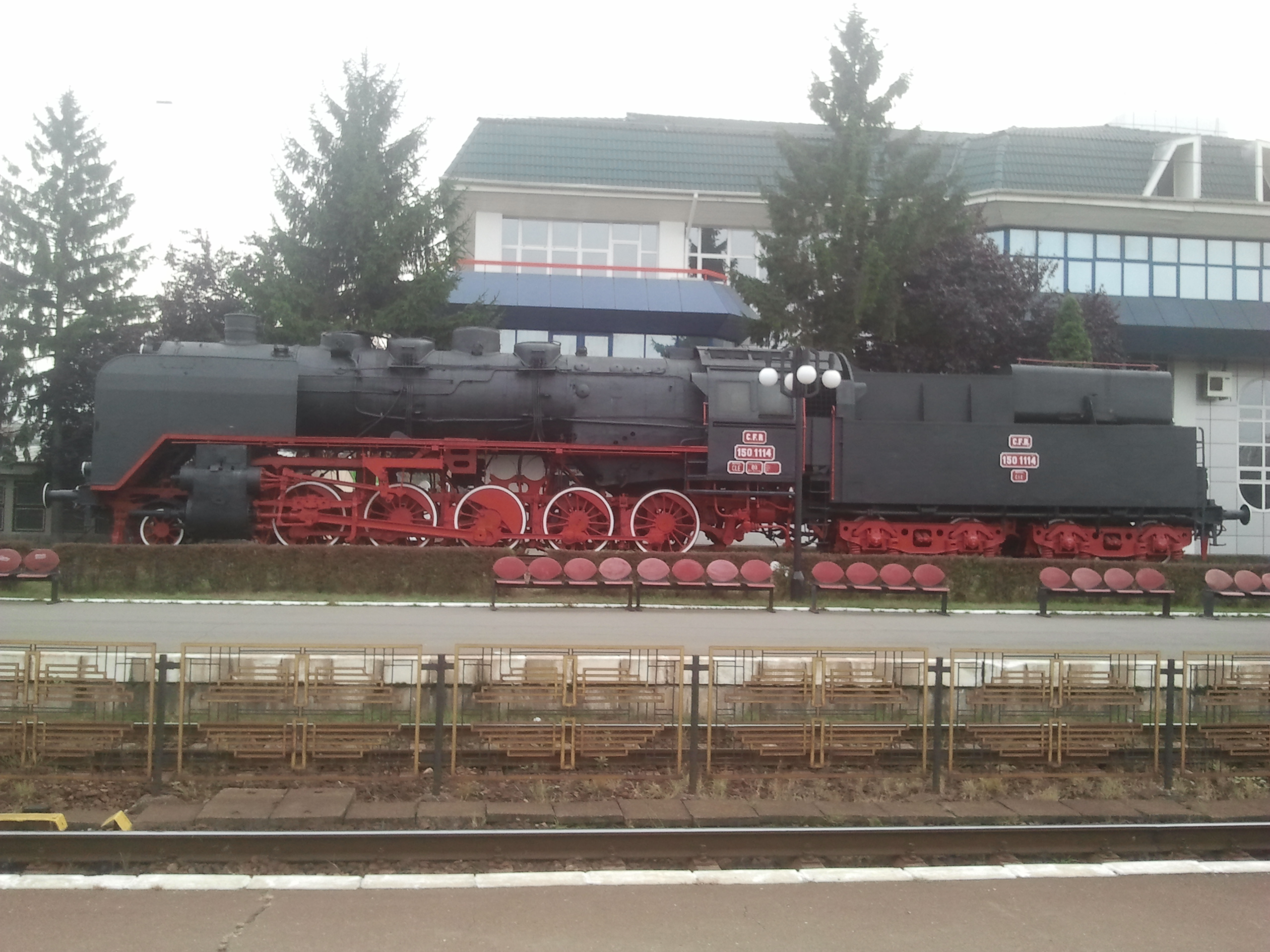

## Distanțe față de alte orașe (gări) din România
- Brașov și București Nord - 166 km
- Brașov și Arad (via Sighișoara) - 453 km
- Brașov și Arad (via Sibiu) - 433 km
- Brașov și Cluj-Napoca - 331 km
- Brașov și Constanța (via București Nord) - 391 km
- Brașov și Constanța (via Buzău) - 387 km
- Brașov și Craiova (via Bucuresti Nord) - 375 km
- Brașov și Craiova (via Râmnicu Vâlcea) - 335 km
- Brașov și Galați - 310 km
- Brașov și Iași (via Buzău) - 453 km
- Brașov și Iași (via Bacău, Miercurea Ciuc) - 470 km
- Brașov și Oradea - 484 km
- Brașov și Satu Mare (via Miercurea Ciuc) - 517 km
- Brașov și Satu Mare (via Cluj, Baia Mare) - 583 km
- Brașov și Suceava, (Gara Burdujeni) (via Siculeni) - 457 km
- Brașov și Gara Timișoara Nord (via Sibiu, Lugoj) - 456 km